# Georges Decuypere

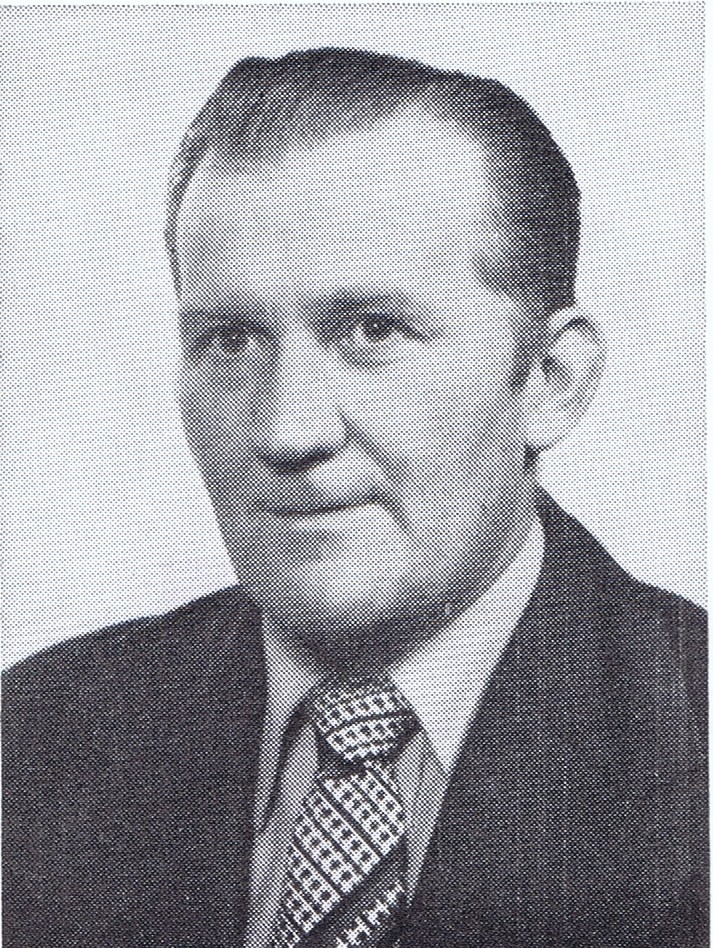
Georges Decuypere

Georges Decuypere (Lichtervelde, 18 februari 1931 - Roeselare, 13 oktober 2011) was een Belgische politicus. Hij was burgemeester van Lichtervelde van 1967 tot 1976.

## Gemeentepolitiek
Decuypere trad de gemeentepolitiek binnen in 1959 als gemeenteraadslid. Hij werd schepen in 1965. In 1967 werd hij burgemeester, toen hij Maria Callewaert-Casselman opvolgde. Hij bleef negen jaar burgemeester, tot 1976. Van 1971 belandde hij als burgemeester in de oppositie. Voor de schepenverkiezing stapte een partijlid over naar de CVP, waardoor de CVP de meerderheid kreeg en voor de schepenen zorgde. Dit gaf aanleiding voor een woelige periode in de al heftige Lichterveldse 'vuile' politiek. In 1976 won Decuypere met zijn partij de gemeenteverkiezingen. Hij ging met de BSP een coalitie aan, die Rogier Muys als burgemeester leverde. Decuypere werd schepen tot 1982 tot zijn partij de verkiezingen verloor en hij raadslid in de oppositie werd.

## Familietraditie
De familie Decuypere was generaties lang actief in de lokale katholieke partij 'De Burgersgilde'. Zijn overgrootvader Pieter Decuypere was burgemeester van 1872 tot 1878 en van 1885 tot zijn dood in 1894. Zijn zoon, Omer Decuypere, zetelde in 1926 even in de raad. De vader van Georges Decuypere, Arsène Decuypere, was gemeenteraadslid van 1933 tot zijn dood in 1953 en schepen van 1947 tot 1953. Later zou de schoondochter van Georges, Kathleen Desimpel in de gemeenteraad zetelen van 1995 tot 2004.  

## Beroepsleven
Zijn grootvader Richard Decuypere baatte sinds 1880 een boerderij uit in Lichtervelde. Zijn zoon Arsène nam het bedrijf over, richtte er een cichorei-ast in en begon met de handel in steenkool en meststof. Georges huwde met Paula Deceuninck, uit een molenaarsfamilie en zette het bedrijf verder. Hij maalde voor landbouwers, verkocht veevoeder en maakte mengvoeders. In de jaren 70 begon hij met het verdelen van stookolie.
Georges Decuypere stopte zijn politieke loopbaan in 1988. In 1989 zette Marc Decuypere het familiebedrijf verder. De echtgenote van Georges Decuypere overleed in 2001 en hijzelf overleed in het najaar van 2011 in het Heilig-Hartziekenhuis van Roeselare.